# Фіджі на літніх Олімпійських іграх 2012
Фіджі на літніх Олімпійських іграх 2012 були представлені 9 спортсменами у 6 видах спорту. Для Фіджі це були 13 літні Олімпійські ігри.

## Результати змагань

### Важка атлетика
Фіджі отримала квоту в одне місце для чоловіків, посіши третє командне місце у чемпіонаті Океанії, та одне для жінок, також посівши третє місце на чемпіонаті Океанії з важкої атлетики. Від чоловіків було обрано золотого призера чемпіонату Океанії 2012 року у категорії до 56 кг Мануелі Туло. Серед жінок олімпійську путівку отримала Марія Ліку, яка також посіла перше місце у чемпіонаті Океані у ваговій категорії до 58 кг Марія Ліку для Олімпійських ігор збільшила свою вагу, щоб взяти участь у ваговій категорії до 63 кг.
| Спортсмен    | Категорія         | Ривок     | Ривок | Поштовх   | Поштовх | Всього | Місце |
| Спортсмен    | Категорія         | Результат | Місце | Результат | Місце   | Всього | Місце |
| ------------ | ----------------- | --------- | ----- | --------- | ------- | ------ | ----- |
| Мануелі Туло | Чоловіки до 56 кг | 105       | 17    | 128       | 13      | 233    | 13    |
| Марія Ліку   | Жінки до 63 кг    | 82        | 8     | 100       | 8       | 182    | 8     |

### Дзюдо
Фіджійцю Джсатекі Наулу була дано континентальне місце для участі в олімпіаді, як для спортсмена з найвищим рейтингом серед спортсменів Океанії Josateki Naulu was the 2012 Oceania Champion in the −81kg event. Наулу був прапороносцем на царемонії відкриття. Він починав у з раунду 1/32, пропустивши 1/64, але програв спортсмену з Чорногорії Срдану Мрвальєвічу.
Чоловіки
| Спортсмен       | Дисципліна | Раунд 1/64         | Раунд 1/32                        | Раунд 1/16         | Чвертьфінал        | Півфінал           | Втішний раунд 1    | Втішний раунд 2    | Фінал              | Фінал        |
| Спортсмен       | Дисципліна | Суперник Результат | Суперник Результат                | Суперник Результат | Суперник Результат | Суперник Результат | Суперник Результат | Суперник Результат | Суперник Результат | Місце        |
| --------------- | ---------- | ------------------ | --------------------------------- | ------------------ | ------------------ | ------------------ | ------------------ | ------------------ | ------------------ | ------------ |
| Джосатекі Наулу | до 81 кг   | Н/Д                | Мрвалєвич (MNE) Поразка 0003-0111 | Не проходить       | Не проходить       | Не проходить       | Не проходить       | Не проходить       | Не проходить       | Не проходить |

### Легка атлетика
За кваліфікаційними стандартами легкої атлетики від країни на Олімпіаду можуть потрапити максимум три спортсменти, що виконали норматив А або 1 спортсмен, що виконав норматив В Леслі Купленд виконав норматив B у метанні списа серед чоловіків під час літньої Універсіади 2011 року і став другим спортсменом, що кваліфікувався від Фіджі у легкій атлетиці. Також шанс було дано шіснадцятилітній Даніель Алакіджа. Даніель Алакіджа посіла 6 місце у попередньому забігу і посіла 39 підсумкове місце серед 45 спортсменів. Леслі Коупленд 13-м, не докинувши 20 сантиметрів до відстані, що з якою міг пройти у фінал.
Чоловіки
| Спортсмен      | Дисципліна    | Квалііфікація | Квалііфікація | Фінал        | Фінал        |
| Спортсмен      | Дисципліна    | Відстань      | Позиція       | Відстань     | Позиція      |
| -------------- | ------------- | ------------- | ------------- | ------------ | ------------ |
| Леслі Коупленд | Метання списа | 80.19 SB      | 13            | Не проходить | Не проходить |

Жінки
| Спортсмен      | Дисципліна        | Попередній забіг | Попередній забіг | Півфінал     | Півфінал     | Фінал        | Фінал        |
| Спортсмен      | Дисципліна        | Результат        | Місце            | Результат    | Місце        | Результат    | Місце        |
| -------------- | ----------------- | ---------------- | ---------------- | ------------ | ------------ | ------------ | ------------ |
| Даніель Алакія | біг на 400 метрів | 56.77            | 6                | Не проходить | Не проходить | Не проходить | Не проходить |

### Плавання
Для Фіджі FINA надала два «універсальних місця» для чоловіка і жінки. Були обрані Паул Елаїса та Мателіта Буадромо. Спочатку у чоловіків було обрано Дуглас Міллер, але після оскарження було обрано Елаїса. Паул Елаїса на Олімпіаді проплив з 47-м часом серед 56 плавців і не пройшов до півфіналу. Мателіта Буадрома посіла 43 місце з 46 і також не пройшла до півфіналу.
Чоловіки
| Спортсмен   | Дисципліна          | Попередній заплив | Попередній заплив | Півфінал     | Півфінал     | Фінал        | Фінал        |
| Спортсмен   | Дисципліна          | Час               | Місце             | Час          | Місце        | Час          | Місце        |
| ----------- | ------------------- | ----------------- | ----------------- | ------------ | ------------ | ------------ | ------------ |
| Паул Елеїса | 100 м вільний стиль | 54.87             | 47                | Не проходить | Не проходить | Не проходить | Не проходить |

Жінки
| Спортсмен         | Дисципліна | Попередній заплив | Попередній заплив | Півфінал     | Півфінал     | Фінал        | Фінал        |
| Спортсмен         | Дисципліна | Час               | Місце             | Час          | Місце        | Час          | Місце        |
| ----------------- | ---------- | ----------------- | ----------------- | ------------ | ------------ | ------------ | ------------ |
| Мателіта Буадромо | 100 м брас | 1:16.33           | 43                | Не проходить | Не проходить | Не проходить | Не проходить |

### Стрільба
Фіджі отримали квоту в одне місце на Олімпійські ігри, вигравши на чемпіонаті Океанії змагання з чоловічого трапу. Ґлен Кейбл було обрано представляти Фіджі. Кейбла вважали претендентом на медаль, але він не виправдав сподівань, посівши 23 місце серед 34 учасників. Вважається, що йому успішніше виступити завадив дощ.
Чоловіки
| Спортсмен  | Дисципліна | Кваліфікація | Кваліфікація | Фінал        | Фінал        |
| Спортсмен  | Дисципліна | Очки         | Місце        | Очки         | Місце        |
| ---------- | ---------- | ------------ | ------------ | ------------ | ------------ |
| Ґлен Кейбл | Трап       | 117          | 23           | Не проходить | Не проходить |

### Стрільба з лука
Фіджі отримав кваліфікацію на одного лучника-чоловіка, оскільки мала другі місця на Відкритому Чемпіонаті Нової Зеландії 2012 та двічі на Чемпіонаті Океанії 2012 року. Для представлення Фіджі на олімпіаді булу обрано учасника олімпіади 2004 Реберта Елдера. У загальному заліку він закінчив 63 серед 64 учасників. Його вибив кореєць Кім Буб-Мін. Перші два раунди Едлер виграв, два наступні програв. Для проходження далі. у останній спробі йому треба було влучити у десятку. Йому це не вдалось, тому далі пройшов кореєць.
| Спортсмен    | Дисципліна              | Попередній раунд | Попередній раунд | Раунд 1/64       | Раунд 1/32                | Раунд 1/16       | Кваліфікація     | Півфінал         | Фінал            | Фінал        |              |
| Спортсмен    | Дисципліна              | Рахунок          | Місце            | Суперник Рахунок | Суперник Рахунок          | Суперник Рахунок | Суперник Рахунок | Суперник Рахунок | Суперник Рахунок | Місце        |              |
| ------------ | ----------------------- | ---------------- | ---------------- | ---------------- | ------------------------- | ---------------- | ---------------- | ---------------- | ---------------- | ------------ | ------------ |
| Роберт Елдер | індиивідуальна першість | 615              | 63               |                  | Кім-Б-М (KOR) Поразка 4-6 | Не проходить     | Не проходить     | Не проходить     | Не проходить     | Не проходить | Не проходить |